# Pretty Star - Sognando l'Aurora
Pretty Star - Sognando l'Aurora (プリティーリズム・オーロラドリーム?, Puritī Rizumu Ōrora Dorīmu, Pretty Rhythm: Aurora Dream) è un media franchise giapponese prodotto da Takara Tomy. Consiste in un videogioco arcade, Pretty Rhythm Mini Skirt, lanciato nel 2010 e in una serie televisiva anime prodotta da Tatsunoko Production e andata in onda su TV Tokyo dal 9 aprile 2011 al 31 marzo 2012. In Italia è stata trasmessa su Frisbee dal 2 giugno 2014, venendo tuttavia interrotta all'episodio 35. Le esibizioni sono realizzate utilizzando l'animazione al computer.
Un sequel, intitolato Pretty Rhythm: Dear My Future, è stato trasmesso su TV Tokyo dal 7 aprile 2012 al 30 marzo 2013. Le protagoniste sono diverse, ma Aira, Rizumu e Mion, oltre a molti altri personaggi di Aurora Dream, ricorrono come guest star. A questo sequel è seguito un terzo titolo Pretty Rhythm: Rainbow Live.
L'8 marzo 2014 è uscito il primo film cinematografico di Pretty Rhythm dal titolo Pretty Rhythm All Star Selection: Prism Show☆Best Ten, crossover con Pretty Rhythm: Dear My Future e Pretty Rhythm: Rainbow Live.
Uno spin-off del franchise di Pretty Rhythm, intitolato PriPara, è stato trasmesso su TV Tokyo dal 5 luglio 2014 al 28 marzo 2017. Prima della sua messa in onda, dal 5 aprile al 14 giugno 2014 è stato trasmesso Pretty Rhythm: All Star Selection, una selezione di tredici episodi delle tre serie di Pretty Rhythm, con brevi intermezzi in cui Aira Harune di Aurora Dream, Mia Ageha di Dear My Future e Naru Ayase di Rainbow Live, aiutano la protagonista Lala nel suo percorso per diventare una Prism Star.

## Trama
(Introduzione degli episodi 1-10)
Nel mondo dello sport si è affermata una nuova competizione: il Prism Show, che combina tra loro pattinaggio su ghiaccio, ballo e canto. Le quattordicenni Aira Harune e Rizumu Amamiya sognano di parteciparvi, mentre l'idol Mion Takamine aspira direttamente al ruolo di campionessa: la Prism Queen. Mion, però, non si presenta al suo debutto nel Prism Show e sono Aira e Rizumu a sostituirla, trasformandosi, grazie alle magiche Prism Stone, in idol pattinatrici. Le tre ragazze, unite nel trio delle Prism Star, lotteranno per cercare di eseguire un'Aurora Nascente che permetta a una di loro di diventare la famosa Prism Queen.

## Personaggi

### MARs
Formato ufficialmente nell'episodio 22, prende il nome dalle iniziali delle componenti: Mion, Aira, Rizumu. Nell'episodio 35 di Dear My Future, dopo aver parlato con Don Bombie/Kintaro, Aira annuncia che il gruppo parteciperà alla Road To Symphonia anziché alla Coppa Scarpette di Cristallo; successivamente, nell'episodio 38, Kintaro Asechi fa firmare un contratto al gruppo, affinché lascino la Pretty Top e vengano alla Symphonia Company. Ritornano alla Pretty Top nell'episodio 42. Nelle finali, la Symphonia Selection, consegna la vittoria alle Prizmmy☆.
Aira Harune (春音 あいら?, Harune Aira)
Doppiata da: Kana Asumi (ed. giapponese), Debora Magnaghi (ed. italiana)
Ha 14 anni, è nata il 3 settembre e frequenta le scuole medie. È la figlia maggiore di una famiglia numerosa, composta dai genitori pasticceri, Hiroshi e Omi, un fratello minore, Itsuki, e due sorelline gemelle, Eru e Uru. Causa molte preoccupazioni in coloro che le stanno intorno, perché è una ragazza goffa, non molto atletica né brava negli sport, ma viene comunque notata da Jun per partecipare al Prism Show. È ottimista e molto attenta alla moda, e riesce a coordinare da sola gli abiti. È una fan agguerrita di Mion, che diventa in seguito sua partner nei Prism Show insieme a Rizumu. Nella competizione sui pattini, dimostra di essere la prima in grado di eseguire un Prism Jump, il Dolce Salto, Armonia della Frutta. La sua Mascotte Ponpon è il pupazzo a forma di coniglio Rabichi. È innamorata di Sho. La sua frase tipica è "Felicità pura!". Diventa la nuova Prism Queen, eseguendo un'evoluzione dell'Aurora Nascente, l'Aurora Rising Dream. In Dear My Future, continua la sua carriera nei Prism Show con Rizumu e Mion. Nell'episodio 35, dopo aver parlato con Don Bombie/Kintaro, decide, a nome del gruppo, di partecipare alla Road To Symphonia con Rizumu e Mion. Viene quasi ipnotizzata dal Mondo Symphonia, dicendo che i Prism Show a cui ha finora partecipato sono di basso livello; torna alla normalità nell'episodio 42. Nell'episodio 48, lei e Sho si confessano il proprio amore a vicenda ed eseguono un Prism Jump insieme. Alla fine della serie la si vede disegnare abiti e passeggiare per New York insieme a Sho.
Rizumu Amamiya (天宮 りずむ?, Amamiya Rizumu)
Doppiata da: Kanae Itō (videogioco) / Sayuri Hara (anime) (ed. giapponese), Beatrice Caggiula (ed. italiana)
Ha 14 anni ed è nata il 3 settembre, come Aira. Frequenta la stessa classe di Aira e ha pessimi voti. Dopo qualche screzio, diventa la sua migliore amica. È brillante e positiva e dà tutta se stessa mentre pattina, canta e balla. Sogna di diventare la Prism Queen effettuando una Aurora Nascente, eseguita da sua madre, la leggendaria Prism Queen Sonata Kanzaki, scomparsa 12 anni prima. Spera inoltre che, eseguendo il suo stesso salto, sua madre tornerà a casa. Al termine del secondo episodio riesce a eseguire il suo primo Prism Jump, il Sussulto del Cuore. È innamorata di Hibiki. La sua Mascotte Ponpon è il pupazzo a forma di orso Beachi. Inizialmente non vuole dire a nessuno di essere la figlia di Sonata, evitando sempre la domanda. La sua frase tipica è "Sono carica!". Per poter eseguire l'Aurora Nascente nella Prism Queen Cup, decide di allenarsi con Kei, che allenò sua madre. Dopo aver tentato varie volte, nell'episodio 48 riesce a fare l'Aurora Nascente, vincendo la semifinale, la Budokan Cup, ma successivamente, nella finale, in cui esegue l'Aurora Rising Final, viene squalificata per non aver completato la sua performance per andare incontro alla madre, che sta per partire per la Russia con Kaname. In Dear My Future, continua la sua carriera nei Prism Show con Aira e Mion. Nell'episodio 28, Rizumu e Hibiki annunciano il loro matrimonio, sposandosi nell'ultimo episodio; partecipa alla Road To Symphonia con Aira e Mion. Alla fine della serie la si vede con Hibiki e un bambino, probabilmente loro figlio.
Mion Takamine (高峰 みおん?, Takamine Mion)
Doppiata da: Azusa Kataoka (ed. giapponese), Deborah Morese (ed. italiana)
Ha 14 anni ed è nata a Buenos Aires il 3 marzo. È una idol famosa, che lavora anche come modella. È testarda, presuntuosa e irascibile, e dice sempre quello che pensa. Si comporta come un'adulta per la maggior parte del tempo, e talvolta parla di sé in terza persona. All'inizio pensa che il Prism Show sia una perdita di tempo, ma cambia idea dopo aver visto Aira e Rizumu esibirsi alla Coppa Tiara. I suoi genitori non ci sono mai e lei ne sente la mancanza, anche se cerca di nasconderlo. La sua Mascotte Ponpon è il pupazzo a forma di gatto Nekochi. Inizialmente è innamorata di Jun, sostenendo che sia maturo e gentile, ma poi comincia a provare qualcosa anche per Wataru, che la ricambia. Mion capisce tutte le frasi strane e poetiche di Jun, al contrario di Aira e Rizumu. Ha paura dei fantasmi. Decide di non fare l'Aurora Nascente per la Prism Queen Cup, sostenendo di poter fare un Prism Jump superiore. In Dear My Future, continua la sua carriera nei Prism Show con Aira e Rizumu, con cui partecipa alla Road To Symphonia. Alla fine della serie la si vede insegnare alle nuove Prism Star e fare la presidente alla Pretty Top con Wataru.

### Callings
Sho (ショウ?, Shō)
Doppiato da: Takashi Kondō (ed. giapponese), Marco Benedetti (ed. italiana)
Leader del trio dei Callings, è affidabile e dà molti consigli ad Aira, che trova interessante. Ha paura del buio. Frequenta il primo anno di liceo con Wataru e Hibiki. Segretamente, è il designer del Prism Stone, il negozio preferito da Aira; in Dear My Future lo rivela pubblicamente e diventa rivale di Yun Su, proprietario del negozio accanto, il Dear Crown. Nell'episodio 48, lui e Aira si confessano il loro amore a vicenda ed eseguono un Prism Jump insieme. Alla fine della serie lo si vede disegnare abiti e passeggiare per New York insieme ad Aira.
Hibiki (ヒビキ?, Hibiki)
Doppiato da: Kenn (ed. giapponese), Alessandro Germano (ed. italiana)
Frequenta il primo anno delle scuole superiori con Sho e Wataru. Il suo cognome è Toudou (藤堂?, Tōdō), e si scopre essere il fratello maggiore di Kanon. È sarcastico e positivo ma anche abbastanza misterioso e non dice sempre ciò che pensa. Gli piace stuzzicare Rizumu, della quale è innamorato, e a cui dà consigli e fa ridere quando è triste. Ha un posto segreto dove si allena e che comincia a condividere con Rizumu quando lei lo scopre. In Dear My Future, Rizumu e Hibiki, nell'episodio 28, annunciano il loro matrimonio, sposandosi nell'ultimo episodio. Alla fine della serie lo si vede con Rizumu e un bambino, probabilmente loro figlio.
Wataru (ワタル?, Wataru)
Doppiato da: Nobuhiko Okamoto (ed. giapponese), Alessandro Lussiana (ed. italiana)
Frequenta il primo anno delle scuole superiori con Sho e Hibiki. Il suo cognome è Hyuuga (日向?, Hyūga). All'inizio si ritiene una sorta di fratello maggiore per Mion e cerca sempre di farla sorridere e stare bene ma successivamente fra i due nasce un sentimento tenero, che Mion tenterà di nascondere invano. Wataru non le fa comunque pressioni e non cerca mai di obbligarla a dichiararsi. Diventa molto geloso di June dato che nota i sentimenti che Mion prova per lui ma non lo dà a vedere e vuole solo che la ragazza sia felice. Col tempo però anche Mion si innamora del ragazzo capendo che June non è adatto a lei. È molto bravo nello studio, aiutando Rizumu a risolvere i suoi problemi scolastici e spesso dice alcune parole o frasi in Inglese. A prima vista sembra infantile e ingenuo ma sa essere molto responsabile e maturo. In Dear My Future, alla fine della serie, lo si vede dirigere la Pretty Top insieme a Mion.

### Serenon
Serena Jounouchi (城之内 セレナ?, Jōnouchi Serena)
Doppiata da: Satomi Satō (videogioco) / Madoka Yonezawa (anime) (ed. giapponese), Tiziana Martello (ed. italiana)
Originaria del Kansai, parla il dialetto di Osaka, frequenta le scuole medie e ha 14 anni. Suo padre Steven è un uomo d'affari francese, mentre sua madre Karen è originaria di Kyoto; la sua famiglia è ricca e possiede un centro sportivo. Irascibile ma simpatica, si irrita facilmente e odia le cose noiose, mentre ama la competizione e aspira a battere le MARs. Forma un duo insieme a Kanon, la sua migliore amica, con cui adora fare spettacoli comici. Appare nell'episodio 20 insieme a Kanon, vincendo la Coppa Reginette Estive e battendo le MARs. Vede Mion come una rivale. Nella semifinale della Prism Queen Cup, la Budokan Cup, è terza, a parità con Kanon. In Dear My Future, continua la sua carriera nei Prism Show e negli spettacoli comici con Kanon e Kaname. Partecipa alla Road To Symphonia con Kanon e Kaname. Nelle finali, la Symphonia Selection, perde, con Kanon e Kaname, contro le PURETTY. Alla fine della serie la si vede fare spettacoli comici con Kanon.
Kanon Toudou (藤堂 かのん?, Tōdō Kanon)
Doppiata da: Rika Komatsu (videogioco) / Satomi Akesaka (anime) (ed. giapponese), Serena Clerici (ed. italiana)
In coppia con la sua migliore amica Serena durante il Prism Show, è una ragazza elegante, riservata e gentile. È la sorella minore di Hibiki, a cui vuole molto bene; vede Rizumu come una rivale, temendo che quest'ultima le porti via Hibiki; quando, però, in Dear My Future, suo fratello e Rizumu annunciano il loro matrimonio, accetta la cosa. È originaria di Osaka, al contrario di suo fratello. Insieme a Serena, fa spettacoli comici. Appare nell'episodio 20 insieme a Serena, vincendo la Coppa Reginette Estive e battendo le MARs. Nella semifinale della Prism Queen Cup, la Budokan Cup, è terza, a parità con Serena. In Dear My Future, continua la sua carriera nei Prism Show e negli spettacoli comici con Serena e Kaname. Partecipa alla Road To Symphonia con Serena e Kaname. Nelle finali, la Symphonia Selection, perde, con Serena e Kaname, contro le PURETTY. Alla fine della serie la si vede fare spettacoli comici con Serena.

### Altri personaggi
Rabichi (ラビチ?, Rabichi)
Doppiato da: Risa Hayamizu (ed. giapponese), Patrizia Scianca (ed. italiana)
La Mascotte Ponpon di Aira, è un pupazzo a forma di coniglio. È bravo nelle commedie giapponesi. Nell'ultimo episodio riesce a prendere il diploma di mascotte con Beachi e Nekochi.
Beachi (ベアチ?, Beachi)
Doppiato da: Noriko Hidaka (ed. giapponese), Federica Valenti (ed. italiana)
La Mascotte Ponpon di Rizumu, è un pupazzo a forma di orso. Nell'episodio 13 gli viene raccontata l'infanzia di Rizumu tramite Andy, l'orsetto di Rizumu creato da sua madre. Nell'ultimo episodio riesce a prendere il diploma di mascotte con Rabichi e Nekochi.
Nekochi (ネコチ?, Nekochi)
Doppiato da: Motoko Kumai (ed. giapponese),  Andrea Beltramo(ed. italiana)
La Mascotte Ponpon di Mion, è un pupazzo a forma di gatto. Usa spesso parole inglesi all'interno delle sue frasi. Inizialmente si mostra antipatico agli occhi di Rabichi e Beachi, ma successivamente diventa loro amico. Nell'ultimo episodio riesce a prendere il diploma di mascotte con Rabichi e Beachi.
Jun Takigawa (滝川 純?, Takigawa Jun)
Doppiato da: Susumu Chiba (ed. giapponese), Alessandro Capra (ed. italiana)
È l'uomo che ha scritturato Aira e Rizumu e ha 24 anni. È solito recitare poesie che vengono comprese solo da Mion. È il fratello di Kyoko, adottato da Kei dopo che i suoi genitori sono morti in un incidente. In Dear My Future, si maschera da Prism Ace, per il quale Mia Ageha si prende una cotta. Nell'ultimo episodio, dato che non sono realmente fratelli, chiede a Kyoko di sposarlo.
Kyoko Asechi (阿世知 今日子?, Asechi Kyōko)
Doppiata da: Risa Hayamizu (ed. giapponese), Maddalena Vadacca (ed. italiana)
Presidente della Pretty Top School, ha 34 anni. Ha partecipato, in passato, al Prism Show, scontrandosi con Sonata Kanzaki. È la sorella di Jun, adottato da sua madre Kei dopo che i genitori di Jun sono morti in un incidente. Non è sposata, cosa che la irrita facilmente se le viene detto qualcosa in merito; viene rivelato, in seguito, che doveva sposarsi, ma l'uomo scappò durante la cerimonia. Vuole far aumentare la popolarità della Pretty Top. In Dear My Future si scopre essere figlia di Kintaro Asechi, creatore del Grateful Symphonia. Alla fine della serie riceve una proposta di matrimonio da Jun; decide, inoltre, di smettere di fare la presidentessa alla Pretty Top, lasciando il posto a Mion.
Sonata Kanzaki (神崎 そなた?, Kanzaki Sonata)
Doppiata da: Kanae Itō (da giovane) / Hōko Kuwashima (ed. giapponese), Katia Sorrentino (ed. italiana)
Leggendaria Prism Queen che eseguì l'Aurora Nascente dodici anni prima. Per realizzare il salto, trascurò sua figlia Rizumu e suo marito Ryūtarō, pertanto, sentendosi in colpa, se ne andò di casa. È una grande amica di Omi, la madre di Aira, e da sempre la rivale di Kyoko Asechi. Essendo stata abbandonata dai suoi genitori da piccola, ha avuto un'infanzia difficile. Diventa l'allenatrice di Kaname, ragazza abbandonata incontrata al circo. Era allenata da Kei, madre di Jun e Kyoko.
Kaname Chris (久里須 かなめ?, Kurisu Kaname)
Doppiata da: Kanae Itō (ed. giapponese), Emanuela Pacotto (ed. italiana)
Una ragazzina misteriosa che si unisce alle Serenon per la Coppa Scarpette di Cristallo Puro. Appare nell'episodio 33, quando viene trovata sull'albero di Prismland da Eru e Uru. Dopo averla conosciuta, prende Aira in simpatia. Per conoscere meglio la gente la annusa o la lecca. La sua allenatrice è Sonata, la madre di Rizumu, che chiama "mamma". Viene da un circo in Russia, ama la natura e mangiare banane, ed è stata Sonata a darle come nome Kaname Chris. Riesce a fare l'Aurora Nascente. Alla fine va a vivere da Rizumu. In Dear My Future, continua la sua carriera nei Prism Show e negli spettacoli comici con Serena e Kanon, insieme alle quali Partecipa alla Road To Symphonia. Nelle finali, la Symphonia Selection, perde, con Serena e Kanon, contro le PURETTY. Alla fine della serie la si vede con i suoi veri genitori.
Kei (ケイ?, Kei)
Doppiata da: Yōko Soumi (ed. giapponese), Elda Olivieri (ed. italiana)
In passato è stata l'allenatrice di Sonata e la creatrice dell'Aurora Nascente. È la madre di Kyoko e Jun. Rizumu si rivolge a lei per poter eseguire l'Aurora Nascente. In Dear My Future, si scopre essere l'ex-moglie di Kintaro Asechi, il più grande designer mondiale, inventore del Grateful Symphonia.
Omi Harune (春音 おみ?, Harune Omi)
Doppiata da: Noriko Hidaka (ed. giapponese), Lorella De Luca (ed. italiana)
La madre di Aira, è stata la Prism Star Stylist di Sonata Kanzaki. Prima di ogni gara, diceva a Sonata "Che lo splendore del Prism sia sempre con te", augurandole buona fortuna. Incoraggia sempre Aira nei Prism Show, al contrario del marito, con cui litiga sempre per questo fatto. È una vecchia amica del padre di Rizumu.
Hiroshi Harune (春音 ヒロシ?, Harune Hiroshi)
Doppiato da: Nozomu Sasaki (ed. giapponese), Pino Pirovano (ed. italiana)
Il padre di Aira, è il proprietario e pasticcere nella pasticceria di famiglia, Haru no Soraoto. È molto protettivo verso Aira, soprattutto quando la vede in compagnia di Sho o quando inizia a fare i Prism Show. Compra sempre vestiti molto particolari alla figlia, a cui però non piacciono, e desidera che erediti la pasticceria.
Itsuki Harune (春音 いつき?, Harune Itsuki)
Doppiato da: Motoko Kumai (ed. giapponese), Andrea Oldani (ed. italiana)
Il fratello di Aira, è più furbo e maturo della sorella maggiore, nonostante sia più piccolo. In Dear My Future forma il duo LOVE∞MIX con Yong-hwa.
Uru Harune (春音 うる?, Harune Uru) & Eru Harune (春音 える?, Harune Eru)
Doppiate da: Aki Nakashima e Hiro Nakashima (ed. giapponese), Serena Clerici e Sabrina Bonfitto (ed. italiana)
Le due gemelline sorelle di Aira, hanno 5 anni. Sognano di diventare manager alla Pretty Top. Identiche, si distinguono solo dalla coda di cavallo laterale, che Uru porta alla propria sinistra ed Eru alla propria destra. Vivaci e combinaguai, sono due veri terremoti e non stanno mai ferme un attimo.
Ryūtarō Amamiya (天宮 龍太郎?, Amamiya Ryūtarō)
Doppiato da: Kenji Nomura (ed. giapponese), Marco Balzarotti (ed. italiana)
È il padre di Rizumu e un vecchio amico di Omi, la madre di Aira.
Anna Takamine (高峰 あんな?, Takamine Anna)
Doppiata da: Rei Sakuma (ed. giapponese), ? (ed. italiana)
La madre di Mion, è in giro per il mondo per affari insieme al marito. Tiene molto a sua figlia.
Pietro Takamine (ピエトロ・高峰?, Pietoro Takamine)
Doppiato da: Toshihiko Seki (ed. giapponese), ? (ed. italiana)
Il padre di Mion, è un uomo d'affari italiano in giro per il mondo insieme alla moglie. Tiene molto a sua figlia.
Steven Jounouchi (城之内 スティーブン?, Jōnouchi Sutībun)
Doppiato da: Masaki Terasoma (ed. giapponese), ? (ed. italiana)
Il padre di Serena, è uomo d'affari francese a capo di una grande azienda multinazionale; in realtà il controllo dell'azienda è in mano alla moglie Karen, di cui ha timore. Cerca sempre di farsi pubblicità, facendo vergognare diverse volte la figlia.
Maestro Pinguin (ペンギン先生?, Penguin-sensei)
Doppiato da: Kenta Miyake (ed. giapponese), Pietro Ubaldi (ed. italiana)
Insegnante della Pretty Top School simile a un pinguino, indossa una parrucca ed è sempre insieme a Yamada. Istruisce Rabichi, Beachi e Nekochi. Se viene definito pupazzo si arrabbia, affermando di essere un uccello. In Dear My Future, litiga spesso con Vivi.
Yamao Yamada (山田 山夫?, Yamada Yamao)
Doppiato da: Kenta Miyake (ed. giapponese), ? (ed. italiana)
Sempre insieme al Maestro Pinguin, è un uomo alto e muscoloso. Parla poco, limitandosi, il più delle volte, a dire soltanto il suo nome.
Meganee Akai (赤井 めが姉ぇ?, Akai Mega-nee)
Doppiata da: Kanae Itō (ed. giapponese), Jolanda Granato (ep. 1) / Emanuela Pacotto (ep. 2-3) / Rosa Leo Servidio (ep. 7, 14+) / Elisabetta Spinelli (ep. 8) (ed. italiana)
È la responsabile delle Prism Stone quando le Prism Star devono cambiarsi d'abito. Conosce l'inglese. È l'unico personaggio ad apparire in tutte e tre le serie di Pretty Rhythm.
Furea Nanri (南梨 ふれあ?, Nanri Furea)
Doppiata da: Kaori Fukuhara (ed. giapponese), Valentina Pallavicino (ed. italiana)
Appare nell'episodio 31. Ragazza vivace e impacciata, si è appena trasferita in città con la sua famiglia. Come Aira, ha un grande interesse per la moda, infatti vince il premio di design indetto dal Prism Stone, portando le MARs ad esibirsi indossando un abito creato da lei. Ha un cane di nome Rio. Furea è la protagonista del manga della serie disegnato da Rio Fujimi.

## Terminologia
Prism Show (プリズムショー?, Purizumu Shō)
Sono gli spettacoli a cui partecipano le Prism Star, ballando, cantando e pattinando.
Prism Star (プリズムスター?, Purizumu Sutā)
È il termine con cui vengono definite le ragazze che partecipano al Prism Show e sanno fare i Prism Jump. Colei che, arrivando in finale, fa la miglior performance e ottiene il punteggio più alto, diventa Prism Queen (プリズムクイーン?, Purizumu Kuīn).
Prism Jump (プリズムジャンプ?, Purizumu Janpu)
Definito "salto che viene dal profondo del cuore", sono dei salti utilizzati dalle Prism Star durante i loro spettacoli. L'Aurora Nascente, creato da Kei, è considerato leggendario, e si crede possa essere effettuato solo indossando la Tiara del Puro Cristallo, l'Abito da Sposa Bianco Puro e le Scarpette di Cristallo. Possono essere eseguiti da soli oppure assieme.
Prism Stone (プリズムストーン?, Purizumu Sutōn)
Sono delle speciali pietre a forma di cuore al cui interno sono contenuti gli abiti indossati dalle Prism Star.
Carati (カラット?, Karatto, Carat)
Sono i punti ottenuti nelle performance dalle Prism Star durante le gare.
Bastopon (バトポン?, Batopon)
Bastone usato dalle Prism Star, si può dividere e usarlo anche come due pon-pon.

## Anime
La messa in onda del primo episodio era prevista per il 2 aprile 2011, ma a causa del terremoto e maremoto del Tōhoku la serie ha cominciato a essere trasmessa su TV Tokyo a partire dal 9 aprile seguente. Il 22 luglio 2011 sono usciti in contemporanea i primi tre DVD. Segue la pubblicazione, a cadenza mensile, dei restanti DVD, due al mese, per un totale di 26 dischi contenenti due episodi l'uno. In ogni DVD sono contenuti cortometraggi inediti, uno per ogni episodio: essi ritraggono i personaggi della serie in situazioni, perlopiù, assurde.
L'edizione italiana è curata dallo studio LOGOS e distribuita da Arait Multimedia. Le sigle sono due, una di testa e una di coda, con arrangiamento diverso rispetto a quelle originali e cantate entrambe da Laura Panzeri. Il video della sigla di testa è lo stesso di quella giapponese, ma con il testo in italiano; il video della sigla di coda, invece, è composto da immagini tratte dagli episodi.
Le insert songs sono sostituite con canzoni completamente diverse in italiano e in inglese o basi musicali delle stesse, anche se nell'episodio 22 è stata lasciata, sotto l'esibizione di Mion, la canzone originale giapponese Switch On My Heart. La terminologia tecnica in inglese è rimasta, mentre sono stati rinominati i salti. L'episodio italiano, inoltre, è più corto, poiché mancano le parti in live-action, gli eyecatch e (negli episodi 1-3, 8, 11-12 e 14) le anticipazioni dell'episodio successivo. Negli episodi 4-5, 12, 16-25 e dal 27, tra l'anticipazione e la sigla finale sono stati inseriti i cortometraggi inclusi nei DVD giapponesi.

### Episodi
| Nº | Titolo italiano Giapponese 「Kanji」 - Rōmaji - Traduzione letterale | In onda           | In onda         |
| Nº | Titolo italiano Giapponese 「Kanji」 - Rōmaji - Traduzione letterale | Giapponese        | Italiano        |
| 1  | È nata una stella! 「スタア誕生！」 - Sutā tanjō! – "È nata una star!" | 9 aprile 2011     | 2 giugno 2014   |
| 2  | Un salto che viene dal cuore 「りずむ、心のジャンプ！」 - Rizumu, kokoro no janpu! – "Rizumu, il salto del cuore!" | 16 aprile 2011    | 2 giugno 2014   |
| 3  | Due allenatori fuori dalla norma 「これがコーチ！？ラビチとベアチ」 - Kore ga kōchi!? Rabichi to Beachi – "Questi sono i nostri allenatori!? Rabichi e Beachi"                                                               | 23 aprile 2011    | 3 giugno 2014   |
| 4  | Una Pasqua da batticuore! 「イースターは胸キュン体験！」 - Īsutā wa mune kyun taiken! – "La Pasqua è un'esperienza da batticuore!"                                                                                           | 30 aprile 2011    | 4 giugno 2014   |
| 5  | Un segreto per papà: la sfilata di moda! 「パパにはナイショでファッションショー」 - Papa ni wa naisho de fasshon shō – "La sfilata di moda è un segreto per papà"                                                            | 7 maggio 2011     | 5 giugno 2014   |
| 6  | Che lo splendore del Prism sia sempre con te 「プリズムの輝きはいつもここに」 - Purizumu no kagayaki wa itsumo koko ni – "Lo splendore del Prism è sempre qui"                                                               | 14 maggio 2011    | 6 giugno 2014   |
| 7  | Un litigio… che può costare l'amicizia 「絶交！？あいらとりずむの大ゲンカ」 - Zekkō!? Aira to Rizumu no dai genka – "Non più amiche!? Il grande litigio tra Aira e Rizumu"                                                   | 21 maggio 2011    | 9 giugno 2014   |
| 8  | Guai a scuola per Rizumu! Missione recupero 「りずむピンチ！お勉強大作戦」 - Rizumu pinchi! Obenkyō daisakusen – "Rizumu nei guai! Il grande piano di studio"                                                                | 28 maggio 2011    | 10 giugno 2014  |
| 9  | Il Prism Show al festival scolastico 「学園祭と秘密の約束」 - Gakuen-sai to himitsu no yakusoku – "Il festival della scuola e la promessa segreta"                                                                           | 4 giugno 2011     | 11 giugno 2014  |
| 10 | Dopo la pioggia, un incantevole arcobaleno 「雨のちラブリーレインボー」 - Ame no chi raburī reinbō – "L'adorabile arcobaleno dopo la pioggia"                                                                                | 11 giugno 2011    | 12 giugno 2014  |
| 11 | Si alza il sipario sulla Coppa Tiara! 「開幕！ティアラカップ」 - Kaimaku! Tiara Kappu – "Si alza il sipario! Tiara Cup" | 18 giugno 2011    | 13 giugno 2014  |
| 12 | Chi vincerà la Coppa Tiara? 「勝利の栄冠は誰の手に！？」 - Shōri no tiara wa dare no teni!? – "Chi otterrà la tiara della vittoria!?"                                                                                        | 25 giugno 2011    | 16 giugno 2014  |
| 13 | Le lacrime di Andy 「アンディの涙」 - Andi no namida – "Le lacrime di Andy" | 2 luglio 2011     | 17 giugno 2014  |
| 14 | Mion entra in azione! 「みおんスイッチオン」 - Mion Suitchi On – "Mion Switch On" | 9 luglio 2011     | 18 giugno 2014  |
| 15 | La passione divampa nel mio cuore! 「めらめらハートがあつくなる！」 - Meramera hāto ga atsuku naru! – "I nostri cuori diventano caldi come il fuoco!"                                                                        | 16 luglio 2011    | 19 giugno 2014  |
| 16 | La dura prova di Nekochi 「ネコチの試練」 - Nekochi no shiren – "La dura prova di Nekochi" | 23 luglio 2011    | 20 giugno 2014  |
| 17 | Un'estate di felicità pura: allenamento in pasticceria 「ハピラキサマーはケーキで特訓！」 - Hapi-Raki Samā wa kēki de tokkun! – "L'Happy-Lucky Summer è un addestramento speciale sulle torte!"                              | 30 luglio 2011    | 23 giugno 2014  |
| 18 | Bagliori d'amore nel cielo notturno 「夜空に花咲く恋ゴコロ」 - Yozora ni hana saku koi gokoro – "Gli amori sinceri fioriscono sotto il cielo notturno"                                                                       | 6 agosto 2011     | 24 giugno 2014  |
| 19 | Rendez-vous tra ragazze: si decide il duo! 「デュオ決定！運命のガールズ・デート」 - Dyuo kettei! Unmei no gāruzu dēto – "Si decide il duo! L'appuntamento del destino delle ragazze"                                         | 13 agosto 2011    | 25 giugno 2014  |
| 20 | Serena e Kanon: entrano in scena le rivali! 「ライバルは関西っ娘！セレナとかのん登場！！」 - Raibaru wa Kansai ko! Serena to Kanon tōjō!! – "Le rivali sono ragazze del Kansai! Appaiono Serena e Kanon!!"                   | 20 agosto 2011    | 26 giugno 2014  |
| 21 | Una gara burrascosa 「嵐のサマークイーンカップ」 - Arashi no Samā Kuīn Kappu – "Una Summer Queen Cup tempestosa" | 27 agosto 2011    | 23 luglio 2014  |
| 22 | Che la Costellazione del Pattino vegli su di te! 「スケート座の祝福を君に！」 - Sukēto-za no shukufuku wo kimi ni! – "A voi la benedizione della costellazione del pattinaggio!"                                             | 3 settembre 2011  | 24 luglio 2014  |
| 23 | Emozione alle stelle: le MARs debuttano in TV! 「ＭＡＲｓ ドキドキ芸能界デビュー」 - MARs dokidoki geinō-kai debyū – "L'impressionante debutto delle MARs"                                                                   | 10 settembre 2011 | 25 luglio 2014  |
| 24 | Spettacolo di cabaret in gita scolastica! 「修学旅行でお笑い対決」 - Shūgakuryokō de owarai taiketsu – "La resa dei conti comica durante la gita scolastica"                                                                 | 17 settembre 2011 | 28 luglio 2014  |
| 25 | Un giuramento d'amicizia! Le ali dell'Aurora 「友情の誓い！オーロラの翼」 - Yūjō no chikai! Ōrora no tsubasa – "Giuramento di amicizia! Le ali dell'Aurora"                                                                  | 24 settembre 2011 | 29 luglio 2014  |
| 26 | Tutte in cucina, tra impasti e ricordi! 「こねてまとめる！勝負のプリティーレシピ」 - Konete matomeru! Shōbu no Puritī Reshipi – "Impastiamo insieme! La Pretty Recipe per la gara"                                           | 1º ottobre 2011   | 30 luglio 2014  |
| 27 | La Venere Delfino delle spiagge del sud 「南国ビーチのドルフィンビーナス」 - Nangoku bīchi no Dorufin Bīnasu – "Dolphin Venus alla spiaggia tropicale"                                                                       | 8 ottobre 2011    | 13 ottobre 2014 |
| 28 | Bacio al miele per un caparbio, vecchio signore! 「頑固オヤジにはちみつキッス」 - Ganko oyaji ni hachimitsu kissu – "Un bacio al miele per il signore ostinato"                                                              | 15 ottobre 2011   | 13 ottobre 2014 |
| 29 | Il passo a tre! Hip Hop, salto vincente! 「トリオでジャンプ！ Ｈｉｐ Ｈｏｐ Ｗｉｎ！」 - Torio de janpu! Hip Hop Win! – "Jump in trio! Hip Hop Win!"                                                                         | 22 ottobre 2011   | 14 ottobre 2014 |
| 30 | Non è la notte di Halloween se non hai il cuore in gola! 「ドキドキハロウィンはときめきじゃナイト☆」 - Dokidoki Harowin wa tokimeki ja-naito☆ – "Non è un Halloween da batticuore se non hai il cuore in gola☆"              | 29 ottobre 2011   | 15 ottobre 2014 |
| 31 | Una collaboratrice per Aira! 「あいらとふれあ、コラボっちゃお♡」 - Aira to Furea, korabocchao♡ – "Aira e Furea, collaborano♡"                                                                                                | 5 novembre 2011   | 16 ottobre 2014 |
| 32 | Grandi risate! Le Serenon e l'addestramento di cabaret ad Asakusa! 「爆笑！せれのん浅草漫才修行」 - Bakushō! Serenon Asakusa Manzai shugyō – "Grandi risate! L'addestramento nel manzai delle Serenon ad Asakusa"            | 12 novembre 2011  | 17 ottobre 2014 |
| 33 | Aira e la misteriosa Kaname 「あいら ｉｎ ワンダーガール」 - Aira in Wandāgāru – "Aira in Wondergirl" | 19 novembre 2011  | 21 ottobre 2014 |
| 34 | Lotta per l'amore sotto i riflettori! 「これって恋！？芸能界ラブバトル」 - Korette koi!? Geinōkai Rabu Batoru – "Questo è amore!? La Love Battle nel mondo dello spettacolo"                                                 | 26 novembre 2011  | 22 ottobre 2014 |
| 35 | MARs, sogno in diretta! 「ＭＡＲｓ ドリームライブ！」 - MARs Dorīmu Raibu! – "MARs Dream Live!" | 3 dicembre 2011   | 23 ottobre 2014 |
| 36 | Kaname: angioletto o diavoletto? 「かなめは天使？それとも悪魔？」 - Kaname wa enjeru? Soretomo debiru? – "Kaname è un angelo? Oppure un diavolo?"                                                                            | 10 dicembre 2011  | non trasmesso   |
| 37 | Infuria la battaglia! Coppa Scarpette di Cristallo 「激闘！クリスタルハイヒールカップ」 - Gekitō! Kurisutaru Hai Hīru Kappu – "Lotta feroce! Crystal High Heel Cup"                                                          | 17 dicembre 2011  | non trasmesso   |
| 38 | Una magica nevicata notturna 「ミラクル・スノーの降る夜に」 - Mirakuru Sunō no furu yoru ni – "Miracle Snow scende nella notte"                                                                                              | 24 dicembre 2011  | non trasmesso   |
| 39 | Special del nuovo anno: il fascino del Prism Show! 「新春特番・プリズムショーの魅力に迫る！」 - Shinshun tokuban Purizumu Shō no miryoku ni semaru! – "Programma speciale del nuovo anno: vicine al fascino del Prism Show!" | 7 gennaio 2012    | non trasmesso   |
| 40 | Determinazione 「それぞれの決意」 - Sorezore no ketsui – "La determinazione di ognuno" | 14 gennaio 2012   | non trasmesso   |
| 41 | Il sogno dell'Abito da Sposa Bianco Puro Premium 「ピュアプレミアムウェディングの願い」 - Pyua Puremiamu Wedingu no negai – "Il desiderio del Pure Premium Wedding"                                                          | 21 gennaio 2012   | non trasmesso   |
| 42 | Rizumu e Sonata, l'incontro del destino 「りずむとそなた、運命の再開」 - Rizumu to Sonata, unmei no saikai – "Rizumu e Sonata, l'incontro del destino"                                                                       | 28 gennaio 2012   | non trasmesso   |
| 43 | La Prism Stone dell'amicizia 「友情のピュアホワイトウェディング」 - Yūjō no Pyua Howaito Wedingu – "Il Pure White Wedding dell'amicizia"                                                                                     | 4 febbraio 2012   | non trasmesso   |
| 44 | Un San Valentino dolceamaro 「スイート＆ビターバレンタイン」 - Suīto & Bitā Barentain – "Sweet & Bitter Valentine" | 11 febbraio 2012  | non trasmesso   |
| 45 | Cercando la luce a Buenos Aires 「光訪ねてブエノスアイレス」 - Hikari tazunete Buenosu Airesu – "Cercando la luce a Buenos Aires"                                                                                            | 18 febbraio 2012  | non trasmesso   |
| 46 | Sfida a duello! Aira contro Rizumu 「対決！あいらＶＳりずむ」 - Taiketsu! Aira VS Rizumu – "Confronto! Aira contro Rizumu"                                                                                                   | 25 febbraio 2012  | non trasmesso   |
| 47 | Tra le finaliste 「ファイナリストをかけて」 - Fainarisuto wo kakete – "Tra le finaliste" | 3 marzo 2012      | non trasmesso   |
| 48 | L'inverno di Sonata 「そなたの冬」 - Sonata no fuyu – "L'inverno di Sonata" | 10 marzo 2012     | non trasmesso   |
| 49 | Spiegatevi! Ali dell'Aurora 「舞い上がれ！オーロラの翼」 - Maiagare! Ōrora no tsubasa – "Spiegatevi! Ali dell'Aurora" | 17 marzo 2012     | non trasmesso   |
| 50 | Una nuova Prism Queen 「新プリズムクイーン誕生！」 - Shin Purizumu Kuīn tanjō! – "La nuova Prism Queen è nata!" | 24 marzo 2012     | non trasmesso   |
| 51 | Il sogno continua 「Ｄｒｅａｍ ｇｏｅｓ ｏｎ⋯」 - Dream goes on… – "Il sogno va avanti…" | 31 marzo 2012     | non trasmesso   |

#### Parte live-action
All'inizio, dopo la sigla di apertura, e alla fine, prima della sigla di chiusura e dell'anteprima, di ogni episodio, c'è una piccola parte live-action, in cui sono presenti le Prism☆Mates (che in seguito formeranno il gruppo delle Prizmmy☆), dove si parla di moda e ballo e si creano sfide e altro, sempre aiutate da vari coach.

### Colonna sonora
Sigla di apertura
- You May Dream, di LISP (Kana Asumi, Azusa Kataoka e Sayuri Hara) (ep. 1-29)
- 1000% kyunkyun sasete yo♡ (１０００％キュンキュンさせてよ♡?), di Pretty Rhythm☆All Stars (Kana Asumi, Sayuri Hara, Azusa Kataoka, Madoka Yonezawa e Satomi Akesaka) (ep. 30-51)

Sigla di chiusura
- Happy GO Lucky! ~Happy☆Lucky de go!~ (Ｈａｐｐｙ ＧＯ Ｌｕｃｋｙ！ ～ハピ☆ラキでゴー！～?), di SUPER☆GiRLS (ep. 1-13)
- We Will Win! -Kokoro no baton de po pon no po~n☆- (Ｗｅ Ｗｉｌｌ Ｗｉｎ！ －ココロのバトンでポ・ポンのポ～ン☆－?), di Tōkyō Joshi-ryū (ep. 14-26)
- Pretty Rhythm de Go! (プリティーリズムでＧｏ！?), di MARs (Kana Asumi, Sayuri Hara e Azusa Kataoka) (ep. 27-39)
- Everybody's Gonna be Happy, di Prizmmy☆ (ep. 40-51)

Insert songs
- 1/1000 Eien no bigaku (１／１０００永遠の美学?), di Callings Sho‧Hibiki‧Wataru (Takashi Kondō, Kenn e Nobuhiko Okamoto) (ep. 1, 4, 9-10, 23)
- You May Dream, di LISP (Kana Asumi, Azusa Kataoka e Sayuri Hara)
- Meramera heart ga atsuku naru (めらめらハートが熱くなる?), di MARs Aira‧Rizumu‧Mion (Kana Asumi, Sayuri Hara e Azusa Kataoka) (ep. 5, 7-8, 15, 17, 23, 27-28, 35)
- Dream Goes On, di Aira Harune (Kana Asumi) (ep. 10-11-12, 35, 41, 44, 47, 50)
- Kokoro jūden! (ココロ充電！?), di Rizumu Amamiya (Sayuri Hara) (ep. 12, 27, 35, 42, 48-49)
- Switch On My Heart, di Mion Takamine (Azusa Kataoka) (ep. 12, 14-15-16, 22, 35, 40, 45, 50)
- Never Let Me Down ~Ganbari yaa!~ (Ｎｅｖｅｒ Ｌｅｔ Ｍｅ Ｄｏｗｎ ～がんばりやぁ！～?), di Serenon Serena Jounouchi‧Kanon Toudou (Madoka Yonezawa e Satomi Akesaka) (ep. 21, 27, 32, 37)
- Aishi no Tinker Bell (愛しのティンカーベル?), di Callings Sho‧Hibiki‧Wataru (Takashi Kondō, Kenn e Nobuhiko Okamoto) (ep. 22, 30)
- Hop! Step!! Jump!!!, di MARs Aira‧Rizumu‧Mion (Kana Asumi, Sayuri Hara e Azusa Kataoka) (ep. 29-30-31, 33-34-35-36-37-38)
- Shall We Go?!, di Kaname Chris (Kanae Itō) (ep. 42, 47-48-49)
- Don't Give Up, di Kanon Toudou (Satomi Akesaka) (ep. 43, 47)
- Wonderful World, di Serena Jounouchi (Madoka Yonezawa) (ep. 45, 47)

## Manga
Esistono due versioni del manga: Pretty Rhythm, di cinque volumetti, tratto dal videogioco e disegnato da Mari Asabuki, con protagoniste Rizumu, Serena e Kanon, che formano il trio delle Asterhythm; e Pretty Rhythm: Aurora Dream, di due volumetti, tratto dall'anime e disegnato da Rio Fujimi.

### Volumi
| Nº | Giapponese 「Kanji」 - Rōmaji - Traduzione letterale | Data di prima pubblicazione            | Data di prima pubblicazione |
| Nº | Giapponese 「Kanji」 - Rōmaji - Traduzione letterale | Giapponese                             |                             |
| 1  | 「プリティーリズム １」 - Puritī Rizumu 1 – "Pretty Rhythm 1" | 1º aprile 2011 ISBN 978-4-08-867115-4  |                             |
| 1  | Capitoli Step 1. Dreamin'★Girl Step 2. Prism School (プリズムスクール?, Purizumu Sukūru) Step 3. Serena tōjō (セレナ登場?, Serena tōjō, lett. "Appare Serena") Step 4. Heart wo komete (ハートをこめて?, Hāto wo komete, lett. "Con tutto il cuore") Step 5. Kanon tōjō! (かのん登場！?, Kanon tōjō!, lett. "Appare Kanon!") |                                        |                             |
| 2  | 「プリティーリズム ２」 - Puritī Rizumu 2 – "Pretty Rhythm 2" | 13 maggio 2011 ISBN 978-4-08-867122-2  |                             |
| 2  | Capitoli Step 6. Prism Debut★ (プリズムデビュー★?, Purizumu Debyū★) Step 7. Second Stage★ (セカンドステージ★?, Sekando Sutēji★) Step 8. Black & White Magic★ (ブラック＆ホワイトマジック?, Burakku ando Howaito Majikku) Step 9. Rizumu no himitsu!? (リズムの秘密！？?, Rizumu no himitsu!?, lett. "Il segreto di Rizumu!?") Step 10. Silver Rank (シルバーランク?, Shirubā Ranku)                                                                                         |                                        |                             |
| 3  | 「プリティーリズム ３」 - Puritī Rizumu 3 – "Pretty Rhythm 3" | 14 ottobre 2011 ISBN 978-4-08-867149-9 |                             |
| 3  | Capitoli Step 11. Mystery Wind (ミステリーウインド?, Misuterī Uindo) Step 12. Gekka Sougon (月華荘厳?, Gekka Sougon, lett. "Il solenne fiore lunare") Step 13. Black Cat Waltz (ブラックキャット・ワルツ?, Burakku Kyatto Warutsu) Step 14. Restart! (リスタート！?, Risutāto!) Extra 1 Extra 2 |                                        |                             |
| 4  | 「プリティーリズム ４」 - Puritī Rizumu 4 – "Pretty Rhythm 4" | 13 aprile 2012 ISBN 978-4-08-867193-2  |                             |
| 4  | Capitoli Step 15. Seichō no akashi (成長の証?, Seichō no akashi, lett. "Prova di crescita") Step 16. Kizuna (キズナ?, Kizuna, lett: "Legàmi") Step 17. Kabe no mukō he!! (壁の向こうへ！！?, Kabe no mukō he!!, lett. "Al di là del muro!!") Step 18. Dancing Smile (ダンシング・スマイル?, Danshingu Sumairu) Step 19. Saidai no Challenge!! (最大のチャレンジ！！?, Saidai no charenji!!, lett. "La sfida più grande!!") Step 20. New Stage (ニューステージ?, Nyū Sutēji) |                                        |                             |
| 5  | 「プリティーリズム ５」 - Puritī Rizumu 5 – "Pretty Rhythm 5" | 15 ottobre 2012 ISBN 978-4-08-867227-4 |                             |
| 5  | Capitoli Step 21. Prism Star he no michi (プリズムスターへの道?, Purizumu Sutā he no michi, lett. "La strada per la Prism Star") Step 22. Last Dance (ラスト・ダンス?, Rasuto Dansu) Last Step. Mada, yume no tochū (まだ、夢の途中?, Mada, yume no tochū, lett. "Ancora, al centro di un sogno") Extra 3 Extra 4 Extra 5. Step of Memory (ステップ オブ メモリー?, Suteppu Obu Memorī)                                                                                     |                                        |                             |

| Nº | Giapponese 「Kanji」 - Rōmaji - Traduzione letterale                                                       | Data di prima pubblicazione             | Data di prima pubblicazione |
| Nº | Giapponese 「Kanji」 - Rōmaji - Traduzione letterale                                                       | Giapponese                              |                             |
| 1  | 「プリティーリズム・オーロラドリーム １」 - Puritī Rizumu Ōrora Dorīmu 1 – "Pretty Rhythm: Aurora Dream 1" | 1º novembre 2011 ISBN 978-4-09-134089-4 |                             |
| 2  | 「プリティーリズム・オーロラドリーム ２」 - Puritī Rizumu Ōrora Dorīmu 2 – "Pretty Rhythm: Aurora Dream 2" | 27 aprile 2012 ISBN 978-4-09134455-7    |                             |

## Distribuzioni internazionali
L'anime è arrivato, oltre che in Italia, anche in Corea del Sud, Hong Kong, Taiwan e Sud-est asiatico. In Corea del Sud, dove è stato trasmesso dopo Dear My Future, sono stati cambiati tutti i nomi e sono state tradotte e ricantate tutte le canzoni. A Hong Kong sono state mantenute le versioni originali delle canzoni e gli episodi, oltre ad essere doppiati, sono sottotitolati; la seconda sigla di chiusura è stata trasmessa dall'episodio 14 al 20, la terza dall'episodio 21 al 39, al contrario dell'originale. A Taiwan sono state tradotte e cantate tutte le canzoni, a parte la seconda sigla di apertura, e non è stata trasmessa la quarta sigla di chiusura. Nel Sud-est asiatico è stato trasmesso doppiato, con le canzoni originali.
| Stato                                                                                             | Canale/i televisivo       | Data prima TV                   | Titolo                                                 |
| ------------------------------------------------------------------------------------------------- | ------------------------- | ------------------------------- | ------------------------------------------------------ |
| Corea del Sud                                                                                     | Cartoon Network           | 7 settembre 2013                | Pretty Rhythm: Aurora Dream (프리티 리듬 오로라 드림?) |
| Hong Kong                                                                                         | TVB Jade                  | 10 gennaio – 3 luglio 2012      | Xīngguāng shàonǚ (星光少女S, lett. "Ragazze stellate") |
| Filippine Singapore Brunei Cambogia Indonesia Laos Malaysia Birmania Papua Nuova Guinea Timor Est | Animax                    | 31 gennaio – 11 aprile 2014     | Pretty Rhythm: Aurora Dream                            |
| Taiwan                                                                                            | YOYO TV                   | 23 luglio 2011 – 15 luglio 2012 | Xīngguāng shàonǚ (星光少女S, lett. "Ragazze stellate") |
| Siria                                                                                             | Spacetoon, Space Power TV | 2018                            | Iiqae Jamila aljuz' al'awal (إيقاع جميلة الجزء الاول)  |